# Доктор Хаус (сезон 6)
Шостий сезон американського телесеріалу «Доктор Хаус» має 22 серії. Прем'єра першої серії відбулась 21 вересня 2009, останню серію показували 17 травня 2010.

## В ролях

### В головних ролях
- Г'ю Лорі — доктор Грегорі Хаус
- Ліза Едельштейн — доктор Ліза Кадді
- Роберт Шон Леонард — доктор Джеймс Вілсон
- Омар Еппс — доктор Ерік Форман
- Джессі Спенсер — доктор Роберт Чейз
- Олівія Вайлд — доктор Ремі Хадлі (Тринадцята)
- Пітер Джекобсон — доктор Кріс Тауб

### В другорядних ролях
- Дженніфер Моррісон — доктор Елісон Кемерон (8 епізодів)
- Андре Браугер — доктор Дерріл Нолан
- Майкл Вестон — приватний детектив Лукас Дуглас
- Сінті Ватрос — доктор Саманта Керр

## Епізоди
| №             | Назва                                    | Режисер(и)           | Сценарист (и)                                        | Вийшла в США      | Перегляд американцями (у мільйонах) | Рейтинг        |
| ------------- | ---------------------------------------- | -------------------- | ---------------------------------------------------- | ----------------- | ----------------------------------- | -------------- |
| 111 (6-01&02) | «Зломлений» «Broken»                     | Кеті Якобс           | Рассел Френд, Гарет Лернер, Девід Фостер і Девід Шор | 21 вересня 2009   | 16,50                               | 1              |
| 113 (6-03)    | «Повний провал» «Epic Fail»              | Грег Яітанес         | Сара Гесс і Ліз Фрідман                              | 28 вересня 2009   | 14,44                               | 1              |
| 114 (6-04)    | «Тиран» «The Tyrant»                     | Девід Страйтон       | Пітер Блек                                           | 5 жовтня 2009     | 13,738                              | 10             |
| 115 (6-05)    | «Карма в дії» «Instant Karma»            | Грег Яітанес         | Томас Л. Моран                                       | 12 жовтня 2009    | 13,498                              | 13             |
| 116 (6-06)    | «Хоробре серце» «Brave Heart»            | Метт Шекмен          | Лауренс Кеплоу                                       | 19 жовтня 2009    | 11,651                              | 21             |
| 117 (6-07)    | «Відомі невідомості» «Known Unknowns»    | Грег Яітанес         | Метт'ю Л. Л'юїс і Доріс Еган                         | 9 листопада 2009  | 13,311                              | 16             |
| 118 (6-08)    | «Командна гра» «Teamwork»                | Девід Страйтон       | Елі Етті                                             | 16 листопада 2009 | 12,666                              | 18             |
| 119 (6-09)    | «Щастя в невіданні» «Ignorance Is Bliss» | Грег Яітанес         | Девід Хоселтон                                       | 23 листопада 2009 | 11,952                              | 17             |
| 120 (6-10)    | «Вілсон» «Wilson»                        | Леслі Лінка Глеттер  | Девід Фостер                                         | 30 листопада 2009 | 13,246                              | 6              |
| 121 (6-11)    | «Під прикриттям» «The Down Low»          | Нік Гомез            | Сара Гесс і Ліз Фрідман                              | 11 січня 2010     | 12,247                              | 18             |
| 122 (6-12)    | «Каяття» «Remorse»                       | Ендрю Бернстеін      | Пітер Блек                                           | 25 січня 2010     | 14,213                              | 6              |
| 123 (6-13)    | «На новий рубіж» «Moving the Chains»     | Девід Страйтон       | Рассел Френд і Гарет Лернер                          | 1 лютого 2010     | 13,378                              | 15             |
| 124 (6-14)    | «З п'ятої до дев'ятої» «5 to 9»          | Ендрю Бернстеін      | Томас Л. Моран                                       | 8 лютого 2010     | 13,599                              | 15             |
| 125 (6-15)    | «Приватне життя» «Private Lives»         | Сенфорд Букстевер    | Доріс Еган                                           | 8 березня 2010    | 12,815                              | 13             |
| 126 (6-16)    | «Чорна діра» «Black Hole»                | Грег Яітанес         | Лауренс Кеплоу                                       | 15 березня 2010   | 11,367                              | 11             |
| 127 (6-17)    | «Під вартою» «Lockdown»                  | Г'ю Лорі             | Рассел Френд, Гарет Лернер, Пітер Блек і Елі Етті    | 12 квітня 2010    | 10,799                              | 17             |
| 128 (6-18)    | «Падіння лицаря» «Knight Fall»           | Хуан Хосе Кампанелья | Джон Сі. Келлі                                       | 19 квітня 2010    | 10,815                              | 14             |
| 129 (6-19)    | «Відкрити і закрити» «Open and Shut»     | Грег Яітанес         | Ліз Фрідман і Сара Гесс                              | 26 квітня 2010    | 10,855                              | 14             |
| 130 (6-20)    | «Вибір» «The Choice»                     | Хуан Хосе Кампанелья | Девід Хоселтон                                       | 3 травня 2010     | 9.982                               | 22             |
| 131 (6-21)    | «Багаж» «Baggage»                        | Девід Страйтон       | Доріс Еган і Девід Фостер                            | 10 травня 2010    | 9.477                               | Буде оголошено |
| 132 (6-22)    | «Допоможи мені» «Help Me»                | Грег Яітанес         | Пітер Блек, Рассел Френд і Гарет Лернер              | 17 травня 2010    | 11.064                              | 17             |